# 三善清江
三善 清江（みよし の きよえ、生没年不詳）は、平安時代前期の貴族。姓は宿禰。参議・三善清行の近親か？。官位は従五位下・丹波介

## 経歴
左大史を経て、清和朝初頭の貞観2年（860年）外従五位下に叙せられる。貞観3年（861年）東大寺大仏の供養が行われた際、中納言・伴善男らとともに東大寺に派遣されて供養を監修した。貞観4年（862年）正月に美濃介に任ぜられるが、父（三善氏吉か？）が没したことから喪に服するために官職を辞し、翌貞観5年（863年）3月に美濃介に復任される。
貞観9年（867年）内位の従五位下に叙せられ、丹波介に任ぜられた。

## 官歴
『日本三代実録』による。
- 時期不詳：正六位上。左大史
- 貞観2年（860年） 11月16日：外従五位下
- 貞観4年（862年） 正月13日：美濃介
- 時期不詳：服解（父）
- 貞観5年（863年） 3月19日：美濃介
- 貞観9年（867年） 正月7日：従五位下（内位）。正月12日：丹波介